# Люсері-Вілар
Люсері-Вілар (фр. Lussery-Villars) — громада  в Швейцарії в кантоні Во, округ Гро-де-Во.

## Географія
Громада розташована на відстані близько 80 км на південний захід від Берна, 14 км на північний захід від Лозанни.
Люсері-Вілар має площу 3,7 км², з яких на 6,7% дозволяється будівництво (житлове та будівництво доріг), 82,6% використовуються в сільськогосподарських цілях, 9,9% зайнято лісами, 0,8% не є продуктивними (річки, льодовики або гори).

## Демографія
2019 року в громаді мешкало 459 осіб (+31,1% порівняно з 2010 роком), іноземців було 17,9%. Густота населення становила 123 осіб/км².
За віковим діапазоном населення розподілялося таким чином: 19,6% — особи молодші 20 років, 68,2% — особи у віці 20—64 років, 12,2% — особи у віці 65 років та старші. Було 207 помешкань (у середньому 2,2 особи в помешканні).
Із загальної кількості 51 працюючого 19 було зайнятих в первинному секторі, 6 — в обробній промисловості, 26 — в галузі послуг.